# 리네 라르센
리네 디싱 카레드 라르센(덴마크어: Line Dissing Karred Larsen, 1996년 11월 1일 ~ )은 리네(Line)라는 예명으로 활동하는 덴마크의 가수이다. 2012년에 방송된 덴마크판 더 엑스 팩터에서 2위를 차지했다.